# Syrdaria
Syrdaria (uzb. Sirdaryo, uzb. cyr. Сирдарё; ros. Сырдарья, Syrdarja) – miasto we wschodnim Uzbekistanie, w wilajecie syrdaryjskim, siedziba administracyjna tumanu Sirdaryo. W 1989 roku liczyło ok. 23,5 tys. mieszkańców. Ośrodek przemysłu mleczarskiego i materiałów budowlanych. W mieście znajduje się instytut pedagogiczny.
Miejscowość otrzymała prawa miejskie w 1971 roku.